# Киргизско-французские отношения
Киргизско-французские отношения — двусторонние дипломатические отношения между Кыргызстаном и Францией. Государства являются членами Организации Объединённых Наций (ООН).

## История
Франция установила дипломатические отношения с Кыргызстаном в феврале 1992 года.
В июне 1994 года между государствами был подписан договор о взаимопонимании, дружбе и сотрудничестве.
В 2001 году в киргизской столице Бишкеке начало базироваться французское вспомогательное авиационное подразделение в целях проведения французской миссии в Афганистане.
В 2004 году в Бишкеке было создано французское дипломатическое отделение, которое преобразовалось в посольство в 2009 году. В 2015 году в дипломатическое представительство.
В Бишкеке функционирует Альянс Франсез, занимающийся распространением французского языка и культуры в Кыргызстане.

## Визиты
В марте 2015 года Алмазбек Атамбаев встретился с Франсуа Олландом в Париже.

## Торговля
В 2021 году экспорт Франции в Кыргызстан составил 36.8 млн долларов США, экспорт Кыргызстана во Францию составил 2.45 млн долларов США.